# Dromaeosaurus
A Dromaeosaurus (jelentése 'futó gyík', az ógörög δρομευς / dromeusz 'futó' és σαυρος / szaürosz 'gyík' szavak összetételéből) a dromaeosaurida theropoda dinoszauruszok egyik neme, amely a késő kréta korban (a késő campaniai alkorszakban) élt, körülbelül 76,5–74,8 millió évvel ezelőtt, az Egyesült Államok és a kanadai Alberta területén.

## Anatómia
A Dromaeosaurus egy kis termetű, nagyjából szürke farkas méretű húsevő volt, a hossza mintegy 2 méter, a tömege pedig körülbelül 15 kilogramm lehetett. A szája tele volt hegyes fogakkal, a lábain pedig egy-egy éles sarló alakú karom helyezkedett el. A késő kréta kor campaniai korszakában élt, azonban a 65 millió éves, maastrichti korszakbeli Hell Creek formációban feltehetően szintén ehhez a nemhez tartozó töredékes maradványokat, például fogakat fedeztek fel.
Bár csak néhány, a hátsó lábhoz tartozó csont került elő, a maradványok azt jelzik, hogy a Dromaeosaurus erős felépítésű állat volt. A tollak jelenlétének felfedezése a közeli rokonai esetében rendkívül valószínűvé teszi, hogy tollakkal rendelkezett.
A Dromaeosaurusnak feltűnően nagy szemei voltak, a látása pedig kiváló lehetett. Emellett valószínűleg jó volt a szaglása és hallása is. A nyaka rugalmasan meghajlott, az állcsontjai pedig megerősödtek. A farka a tövénél rugalmas volt, a többi részét azonban rácsot alkotó csontos rudak borították, ami lehetővé tette, hogy a farok élesen felfelé fordulva álljon.

## Felfedezés és későbbi leletek
A dinoszauruszokat népszerűsítő könyvek iránti széles körű érdeklődés, és a múzeumokban, világszerte felállított teljes csontváz másolatok ellenére a Dromaeosaurus meglepően kevés tényleges fosszília révén ismert. A Tyrrel Múzeum közismert csontváz rekonstrukcióját a jóval később felfedezett egyéb dromaeosauridáktól nyert tudás alapján állították össze.
Az első ismert Dromaeosaurus maradványt az amerikai őslénykutató, Barnum Brown találta meg 1914-ben, az Amerikai Természetrajzi Múzeum Red Deer folyóhoz indított expedíciója során. A terület, ahol a csontokat megtalálták jelenleg a kanadai Albertában levő Dinoszaurusz Tartományi Parkhoz tartozik. A leletanyag egy részleges, 24 centiméteres koponyából és néhány lábcsontból állt. A további albertai és montanai expedíciók újabb koponyadarabokkal és 30 különálló foggal szolgáltak.
A Dromaeosaurus több fajáról is készült leírás, de a Dromaeosaurus albertensis példánya a legteljesebb. Nyilvánvaló, hogy ez a nem jóval ritkább volt a többi kis theropodánál, azonban ez volt az első kis theropoda, melyet aránylag jó állapotban megőrződött koponya fosszília alapján írtak le.
William D. Matthew és Barnum Brown a Dromaeosaurust eredetileg a „Deinodontidae” (jelenlegi nevén Tyrannosauridae) családon belül helyezte el a koponya fő részeinek hasonlóságai miatt. 1969-ben John H. Ostrom felismerte, hogy a Dromaeosaurus, a Velociraptor, valamint az akkor felfedezett Deinonychus több közös tulajdonsággal rendelkezett, és Dromaeosauridae néven egy új családot hozott létre a számukra. Ezt követően a Dromaeosaurus több újabb rokonára is rátaláltak.

## Ősbiológia és táplálkozás
A Dromaeosaurus masszív, rövid, mély állkapoccsal és robusztus fogakkal ellátott koponyája eltért legtöbb rokonáétól. A fogai erősen megkoptak, ahogy rokonáé Saurornitholestesé, ami arra utal, hogy az állcsontokat inkább szaggatásra és zúzásra használta, mint a hús szeletelésére. François Therrien és szerzőtársai (2005-ös) becslése szerint a Dromaeosaurus harapása háromszor erősebb volt, mint a Velociraptoré.
Lehetséges, hogy a Dromaeosaurus a többi kis theropodától eltérően inkább dögevő volt, illetve, hogy nagyobb mértékben függött az állcsontjaitól a zsákmány megölése során. Valószínűleg alkalmasabb volt a nagyobb állatok leterítésére, mint a könnyebb felépítésű Saurornitholestes.

## Rokonság
A Dromaeosaurus rokoni kapcsolatai jelenleg tisztázatlanok. Bár robusztusabb felépítése kezdetleges külsőt kölcsönzött a számára, valójában nagymértékben specializálódott állat volt. Rendszerint saját alcsaládjába, a Dromaeosaurinae-be sorolják be, melynek tagjai közé tartozik a Utahraptor, az Achillobator, az Adasaurus és feltehetően a Deinonychus is.
Egy sor szokatlan recézett dromaeosaurida fog, melyeket Albertában fedeztek fel, a „Dromaeosaurus A Morfotípus” nevet kapta. Ezek a fogak valószínűleg nem tartoznak a Dromaeosaurushoz, de nem tisztázott, hogy milyen állattól származnak.

## Popkulturális hatás
A Dromaeosaurus szerepel a Dinoszauruszok, a Föld urai című dokumentumfilm-sorozat utolsó részében, melyben látható, ahogy falkában egy fiatal Torosaurusra, illetve magányosan a Parksosaurusra vadászik. Egy későbbi jelenetben a Dromaeosaurus egy Tyrannosaurus tojásait próbálja ellopni, noha a két állat a valóságban sosem élt együtt. A Dromaeosaurus feltűnik a Jurassic Fight Club című műsorban is, amely bemutatja, hogy egy falka, tagjainak kis mérete ellenére hogyan volt képes leteríteni egy Edmontosaurust, melynek tetemét később elveszi egy Tyrannosaurus.

## Képek

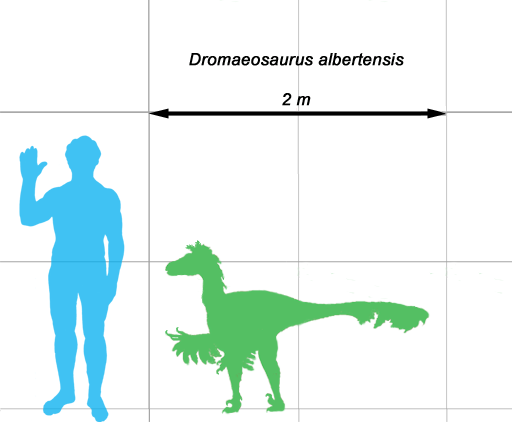
A Dromaeosaurus és az ember méretének összehasonlítása
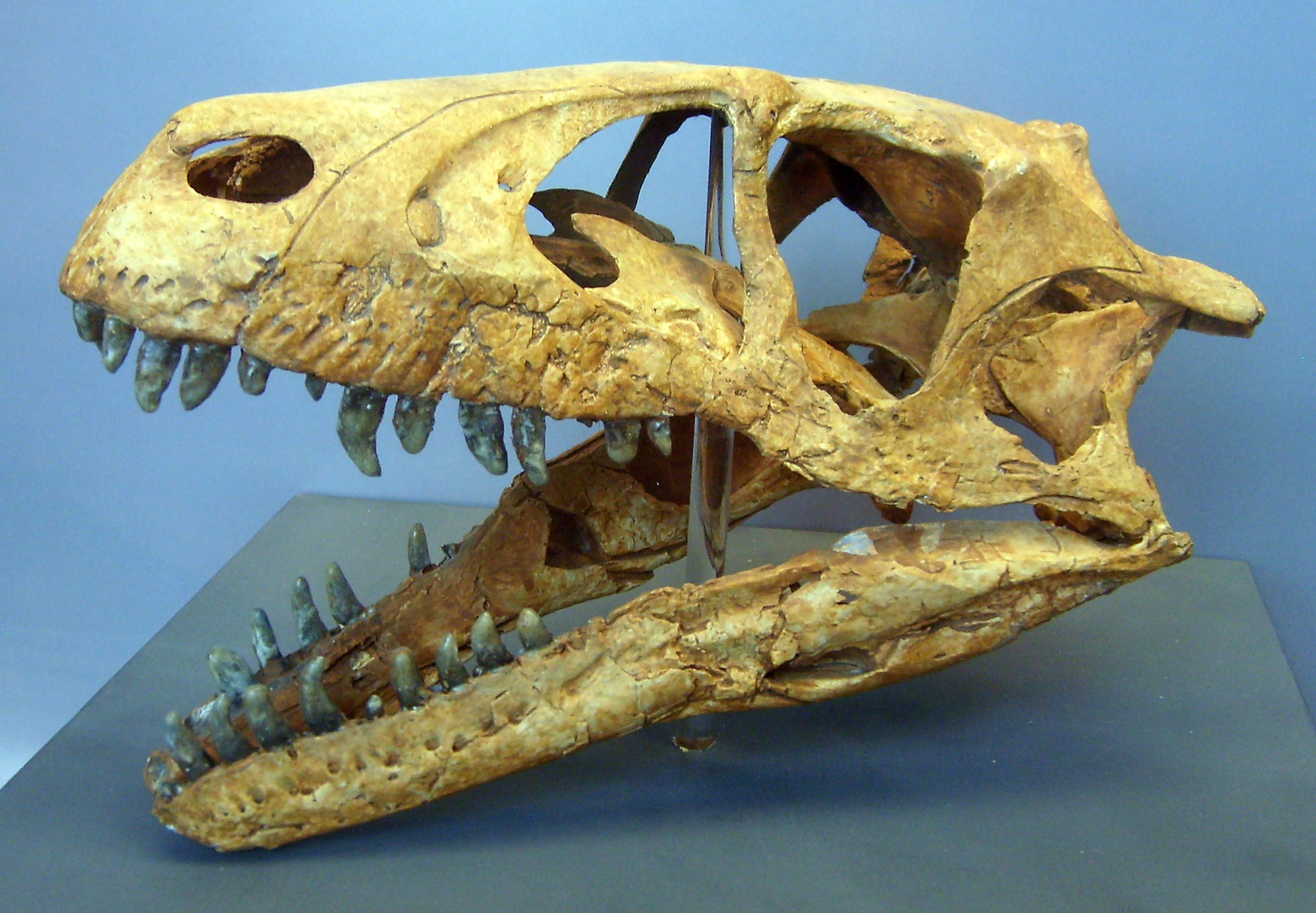
A Dromaeosaurus koponyájának másolata
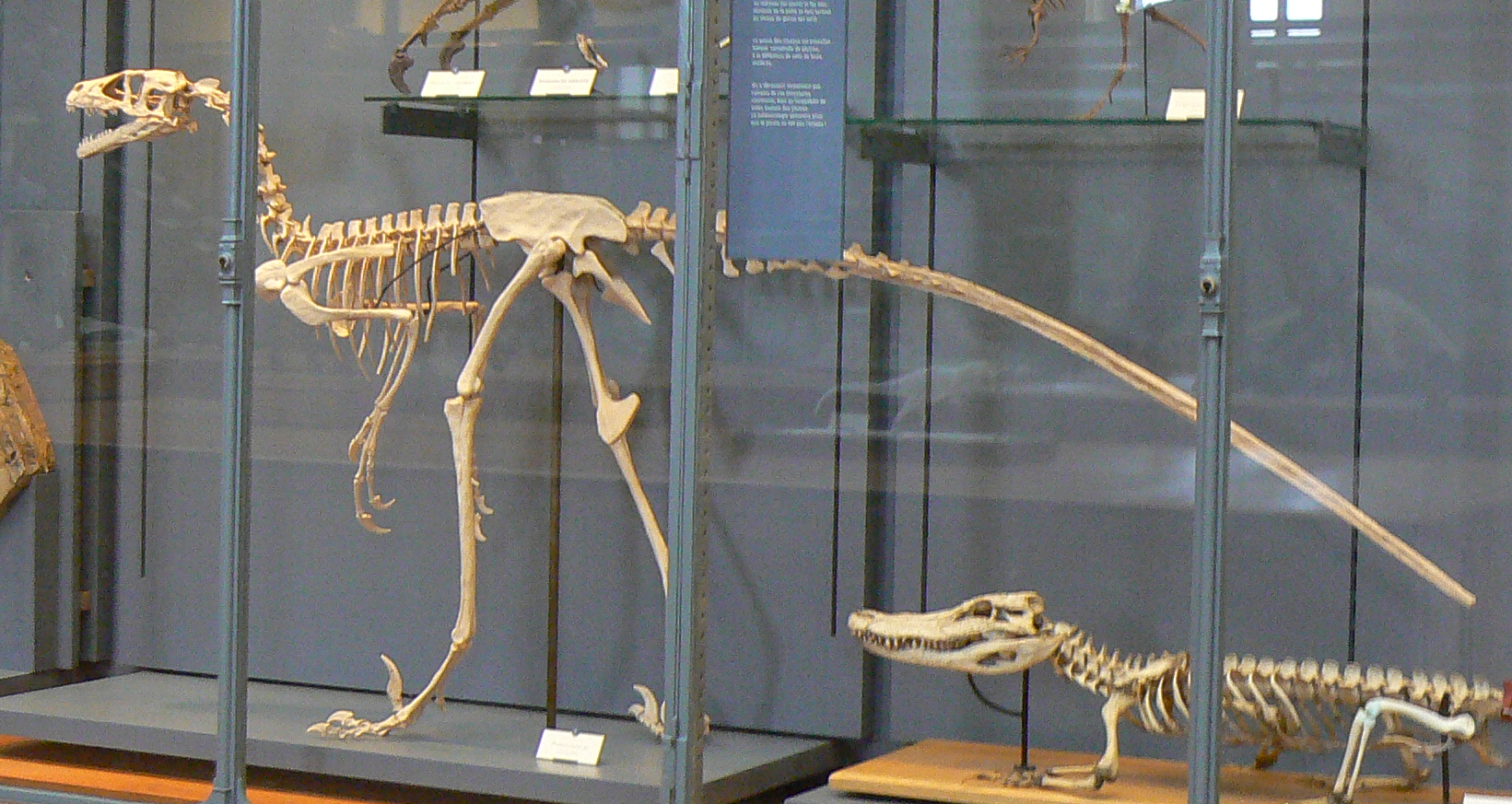
A Dromaeosaurus csontvázának másolata
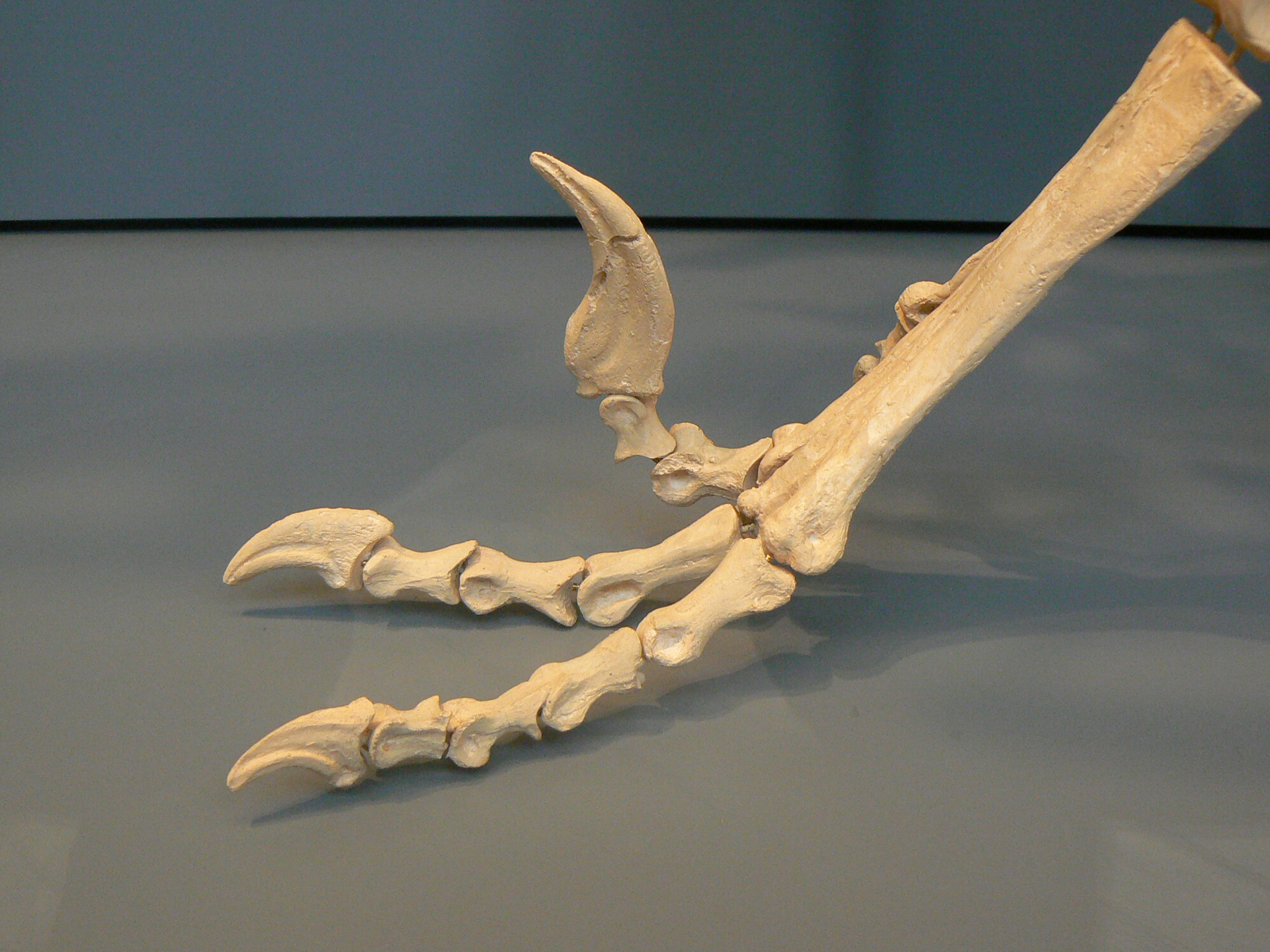
A Dromaeosaurus lába, a sarló alakú karommal

## Fordítás
- Ez a szócikk részben vagy egészben a Dromaeosaurus című angol Wikipédia-szócikk ezen változatának fordításán alapul.  Az eredeti cikk szerkesztőit annak laptörténete sorolja fel. Ez a jelzés csupán a megfogalmazás eredetét és a szerzői jogokat jelzi, nem szolgál a cikkben szereplő információk forrásmegjelöléseként.

## Ajánlott irodalom
- Dixon, Dougal. The Illustrated Encyclopedia of Dinosaurs. Lorenz Books, 200–201. o. (2006)
- Colbert, E., D. A. Russell (1969). „The small Cretaceous dinosaur Dromaeosaurus”. American Museum Novitates 2380, 1–49. o.
- Currie, P. J., K. J. Rigby, et al..szerk.: P. J. Currie and K. Carpenter: Theropod teeth from the Judith River Formation of southern Alberta, Canada. Dinosaur Systematics: Perspectives and Approaches.. Cambridge: Cambridge University Press, 107–125. o. (1990)